# Pra Loup
Pra Loup – francuski ośrodek narciarski położony w regionie Prowansja-Alpy-Lazurowe Wybrzeże, w departamencie Alpy Górnej Prowansji, w Alpach Kotyjskich. Leży na wysokości od 1600 do 2500 m n.p.m. Najbliżej położoną miejscowością jest oddalone o 7 km Barcelonnette.